# Rivoluzione radicale del 1893
La Rivoluzione radicale del 1893 (Revolución radical de 1893 in spagnolo) o Rivoluzione argentina del 1893, furono due insurrezioni promosse dall'Unione Civica Radicale (UCR) contro il governo dell'Argentina, allora controllato dal Partito Autonomista Nazionale (PAN). La rivoluzione del 1893 perseguì gli stessi obiettivi della Rivoluzione del Parco del 1890, ed i suoi concetti saranno ulteriormente ripresi nella Rivoluzione del 1905.

## Antefatti
Nel 1890, l'ex presidente Bartolomé Mitre e l'avvocato Leandro N. Alem fondarono l'Unione Civica, un movimento anti-sistema che architettò la Rivoluzione del Parco. Nonostante il fallimento dell'insurrezione, i congiurati riuscirono ad ottenere le dimissioni del presidente Miguel Juárez Celman del PAN, il cui governo era stato al centro di numerosi scandali di corruzione. Al posto di Juárez Celman, fu nominato presidente il suo vice, Carlos Pellegrini. 
L'anno seguente Mitre si candidò alla presidenza per le elezioni del 1892, ma dopoché questi aveva raggiunto un accordo elettorale con il PAN, Alem decise di uscire dall'Unione Civica e a fondare l'Unione Civica Radicale. Il 2 aprile 1892, appena una settimana prima delle elezioni, Pellegrini dichiarò lo stato d'assedio e arrestò Alem e altri leader dell'opposizione. Di conseguenza il PAN riuscì a far vincere il suo candidato, Luis Sáenz Peña, con un risultato schiacciante. 
Una volta che i leader radicali furono rilasciati, e di fronte all'evidenza che il governo nazionale avrebbe ancora una volta usato ogni mezzo a sua disposizione per impedire loro l'accesso al potere attraverso le elezioni, la UCR iniziò a riorganizzarsi e a prepararsi per una nuova rivolta armata.
In questo periodo emerse all'interno del radicalismo una forte opposizione tra Alem e suo nipote Hipólito Yrigoyen. Quest'ultimo, che già controllava le forze radicali nella provincia di Buenos Aires, aveva iniziato a diffidare delle capacità organizzative e negoziative di suo zio. L'UCR si era allora divisa nelle correnti dei rossi, che sostenevano Alem, e dei lirici, che sostenevano Yrigoyen.
Infine, nel 1893, Aristóbulo del Valle, leader storico dei Civici e spalla destra di Alem, a causa della debolezza dell'anziano presidente Sáenz Peña, era stato fatto nel governo nazionale come ministro della guerra con i poteri propri di un primo ministro, compreso il comando delle truppe, cosa che mise l'UCR in una condizione senza precedenti per poter accedere al potere.

## La prima rivoluzione
Nel 1893, a causa della debolezza del suo esecutivo, Sáenz Peña invitò del Valle ad entrare nel governo come ministro della guerra. Accanto alle normali funzioni del dicastero, il presidente aveva concesso al leader radicale una serie di poteri aggiuntivi che erano quasi li stessi di un primo ministro. Questo presentava un'opportunità imbattibile per l'UCR. La prima insurrezione armata, capeggiata da Teófilo Saá, iniziò il 28 luglio nella provincia di San Luis. I rivoluzionari presero rapidamente il controllo della situazione costringendo il governatore Jacinto Videla a dimettersi e proclamando Saá capo di una giunta provvisoria.
Una seconda insurrezione scoppiò nella provincia di Santa Fe il 30 luglio. Dopo diversi giorni di combattimenti sanguinosi, i rivoluzionari, guidati da Lisandro de la Torre, riuscirono a prendere il controllo della città di Rosario. La rivolta si propagò al capoluogo provinciale Santa Fe. Qui gli insorti sconfissero il governo provinciale, guidato da Juan Manuel Cafferata, uno dei pochi membri del PAN che aveva assunto il potere legittimamente, e il 4 agosto proclamarono come nuovo governatore il radicale Mariano Candioti.
La ribellione nella provincia di Buenos Aires, guidata dallo stesso Yrigoyen, fu la più grande e meglio organizzata. Iniziò contemporaneamente in 82 città, all'alba del 30 luglio. L'esercito radicale disponeva di 8 000 uomini ben armati, comandati inizialmente da Marcelo T. de Alvear e successivamente dal colonnello Martín Yrigoyen, fratello di Hipólito. Il loro quartier generale fu posto a Temperley, a sud di Buenos Aires. La rivoluzione trionfò ovunque nella provincia. L'8 agosto fu conquistata la capitale e fu proclamato governatore ad interim Juan Carlos Belgrano.
Poco dopo, però, fecero diversi errori strategici. In primo luogo, del Valle (sostenuto da Yrigoyen) rifiutò di deporre Sáenz Peña con un colpo di stato, come invece richiesto da Alem e dalla maggior parte degli altri leader radicali. Propose al contrario un piano di libere elezioni che fu approvato dal Senato ma rigettato alla Camera dei deputati. In secondo luogo, Yrigoyen aveva liberato Pellegrini, che era stato arrestato ad Haedo dai rivoluzionari. Una volta liberato, l'ex presidente poté tornare nella capitale dove radunò e riorganizzò i sostenitori del PAN.
Terzo, del Valle lasciò la Casa Rosada per Temperley, per essere presente alla consegna delle armi. L'11 agosto, Pellegrini e Julio Argentino Roca colsero l'occasione per andare al Congresso e ottenere sostegno per la soppressione delle insurrezioni di Buenos Aires, San Luis e Santa Fe, tutte rette da governi rivoluzionari. Alem sollecitò del Valle a guidare l'esercito radicale di nuovo a Buenos Aires e dare il via al colpo di stato. Invece, del Valle si dimise dal gabinetto il 12 agosto, venendo sostituito dal roquista Manuel Quintana.
Il 25 agosto il Comitato di Stato dell'Unione Civica Radicale decise di deporre le armi e la rivoluzione di fatto si fermò.

## La seconda rivoluzione
Il 14 agosto 1893, due giorni dopo le dimissioni di Aristóbulo del Valle, un'insurrezione scoppiata nella provincia di Corrientes ne spodestò il governatore. Alem, considerando la rivoluzione tutt'altro che sconfitta e prevedendo un'imminente rivolta di massa, decise di farla scoppiare a Rosario. Yrigoyen, tuttavia, ritenne che questa insurrezione non avesse fondamenta solide e pertanto negò l'appoggio delle milizie radicali. Questa mossa venne considerata dal resto dei radicali come un tradimento.
La rivolta guidata da Alem fu mal concepita e mal organizzata. Il 7 settembre, il comandante radicale Bello si rivoltò nella provincia di Tucumán e impose un governo rivoluzionario presieduto da Eugenio Mendez. Il 24 settembre, Candioti tornò a Santa Fe alla testa di un esercito formato da soldati ammutinati e irregolari. Il governo nazionale decise di rispondere con fermezza e inviò un potente esercito comandato dal generale Francisco Bosch e da Pellegrini, il quale ottenne la resa del rivoluzionario il 25 settembre. Alem arrivò lo stesso giorno a Rosario, dopo essersi nascosto in una nave da carico, tra grandi acclamazioni, con un'assemblea popolare che lo dichiarò presidente della nazione e un esercito di 6 000 persone che si era formato. Il 26 settembre, l'equipaggio del monitore ARA Los Andes, capitanato dal tenente di fregata Gerardo Valotta, in viaggio da Tigre a Santa Fe con a bordo un carico di armi le truppe governative, si ammutinò. Valotta condusse quindi la nave fino a Rosario consegnando le armi alle milizie radicali.
Manuel García Mansilla, al comando della torpediniera ARA Espora, si scontrò con il Los Andes il 29 settembre, presso El Espinillo, nelle acque del fiume Paraná a nord di Rosario. La corazzata fluviale ARA Independencia, comandata da Edelmiro Correa, prese parte a sua volta alla battaglia, costringendo il Los Andes a ritirarsi nel porto rosarino. Valotta si arrese la mattina seguente.
Roca assunse il comando dell'esercito a Rosario e minacciò di bombardare la città se i ribelli non si fossero arresi. Alem fuggì, e i ribelli rimanenti si arresero a García Mansilla e Correa, ponendo effettivamente fine a questa seconda rivoluzione. Alem fu catturato il 1º ottobre e imprigionato per sei mesi mentre Yrigoyen dovette fuggire a Montevideo.

## Conseguenze
La relazione tra le due grandi figure dell'UCR, Alem e Yrigoyen, fu molto tesa dopo il fallimento della rivoluzione. Aristóbulo del Valle, morì pochi anni (il 29 gennaio 1896) per un ictus.
Il 1º luglio 1896, Leandro N. Alem, affranto ed avvilito dalle sconfitte e dalla profonda divisione interna in cui sprofondato il radicalismo, si suicidò.